# كوني كارلسون
كوني كارلسون (بالسويدية: Conny Karlsson)‏ (21 نوفمبر 1953 في السويد - ) هو مدرب كرة قدم ولاعب كرة قدم سويدي في مركز الدفاع. شارك مع منتخب السويد لكرة القدم. أما مع النوادي، فقد لعب مع نادي أورغريته ونادي غوتبورغ وتورونتو بليزارد وتورونتو بلِيزارد ‏.

## مسيرته الكروية
لعب كوني كارلسون خلال مسيرته الاحترافية مع 3 أندية في ثلاثة عشر موسمًا وسجل خلالها 4 أهداف ضمن 286 مباراة. حيث فاز في موسمين بالكأس وفي موسمين بالدوري.
خاض كوني كارلسون مسيرته مع نادي غوتبورغ في موسم 1975 ليلعب معه ثمانية مواسم، مشاركًا في 195 مباراة سجل خلالها 4 أهداف. ثم انتقل إلى تورونتو بلِيزارد ‏ في عامي 1983-1985 ولمدة موسمين، حيث شارك في 54 مباراة ولم يسجل أي هدف. لينتقل بعدها إلى نادي أورغريته في موسم 1985 واستمر معه طيلة ثلاثة مواسم، مشاركًا في 37 مباراة ولم يسجل أي هدف أيضًا.

## وصلات خارجية
- كوني كارلسون على موقع قاعدة بيانات كرة القدم.إي يو (الإنجليزية)
- كوني كارلسون على موقع ناشيونال فوتبول تيمز (الإنجليزية)
- كوني كارلسون على موقع عالم كرة القدم.نت (الإنجليزية)